# David Dellow
David Dellow, né le 21 avril 1979 à Brisbane, en Australie est un triathlète professionnel, vainqueur sur triathlon Ironman.

## Palmarès
Le tableau présente les résultats les plus significatifs (podium) obtenus sur le circuit international de triathlon depuis 2007.
| Année | Compétition               | Pays      | Position           | Temps           |
| ----- | ------------------------- | --------- | ------------------ | --------------- |
| 2018  | Ironman 70.3 Quijing      | Chine     | Médaille d'or      | 4 h 1 min 43 s  |
| 2017  | Ironman Australie         | Australie | Médaille d'or      | 8 h 15 min 36 s |
| 2016  | Ironman Australie         | Australie | Médaille d'argent  | 8 h 22 min 17 s |
| 2016  | Ironman Cairns            | Australie | Médaille d'argent  | 8 h 19 min 13 s |
| 2015  | Challenge Roth            | Allemagne | Médaille de bronze | 7 h 59 min 28 s |
| 2014  | Ironman Melbourne         | Australie | Médaille de bronze | 8 h 3 min 7 s   |
| 2013  | Ironman Australie Western | Australie | Médaille d'argent  | 8 h 22 min 17 s |
| 2012  | Ironman Cairns            | Australie | Médaille d'or      | 8 h 15 min 4 s  |
| 2012  | Samui Triathlon           | Thaïlande | Médaille d'or      | 6 h 11 min 54 s |
| 2012  | Triathlon EDF Alpe d'Huez | France    | Médaille d'argent  | 5 h 55 min 37 s |
| 2012  | Embrunman                 | France    | Médaille de bronze | 9 h 52 min 23 s |
| 2011  | Noosa Triathlon           | Australie | Médaille d'or      | 1 h 46 min 36 s |
| 2009  | Ironman 70.3 Geelong      | Australie | Médaille d'argent  | 3 h 53 min 2 s  |
| 2008  | Noosa Triathlon           | Australie | Médaille d'argent  | Timing          |
| 2007  | Noosa Triathlon           | Australie | Médaille d'argent  | Timing          |